# Tông Cá rô phi
Tông Cá rô phi (danh pháp khoa học: Tilapiini) là một tông cá hoàng đế. Tông này rất đa dạng và có giá trị kinh tế quan trọng gồm các chi Oreochromis, Sarotherodon và Tilapia. Một số chi nhỏ hơn như Alcolapia, Danakilia, Iranocichla và Steatocranus cũng được xếp vào đây. Tông này được xếp vào phân họ Pseudocrenilabrinae, gồm các loài phân bố ở châu Phi và Trung Đông; trước đây chúng được xếp trong phân họ riêng biệt Tilapiinae.